# Хоковце
Хоковце (слч. Hokovce) насељено је мјесто са административним статусом сеоске општине (слч. obec) у округу Љевице, у Њитранском крају, Словачка Република.

## Становништво
| Година:    | 1994. | 2004.   | 2014.    | 2024.   |
| ---------- | ----- | ------- | -------- | ------- |
| Број људи: | 615   | 569     | 509      | 499     |
| Разлика:   |       | -7,47 % | -10,54 % | -1,96 % |

| Година:    | 2023. | 2024.   |
| ---------- | ----- | ------- |
| Број људи: | 487   | 499     |
| Разлика:   |       | +2,46 % |

Према подацима о броју становника из 2011. године насеље је имало 529 становника.